# Maria Aufnahme in den Himmel (Roth)

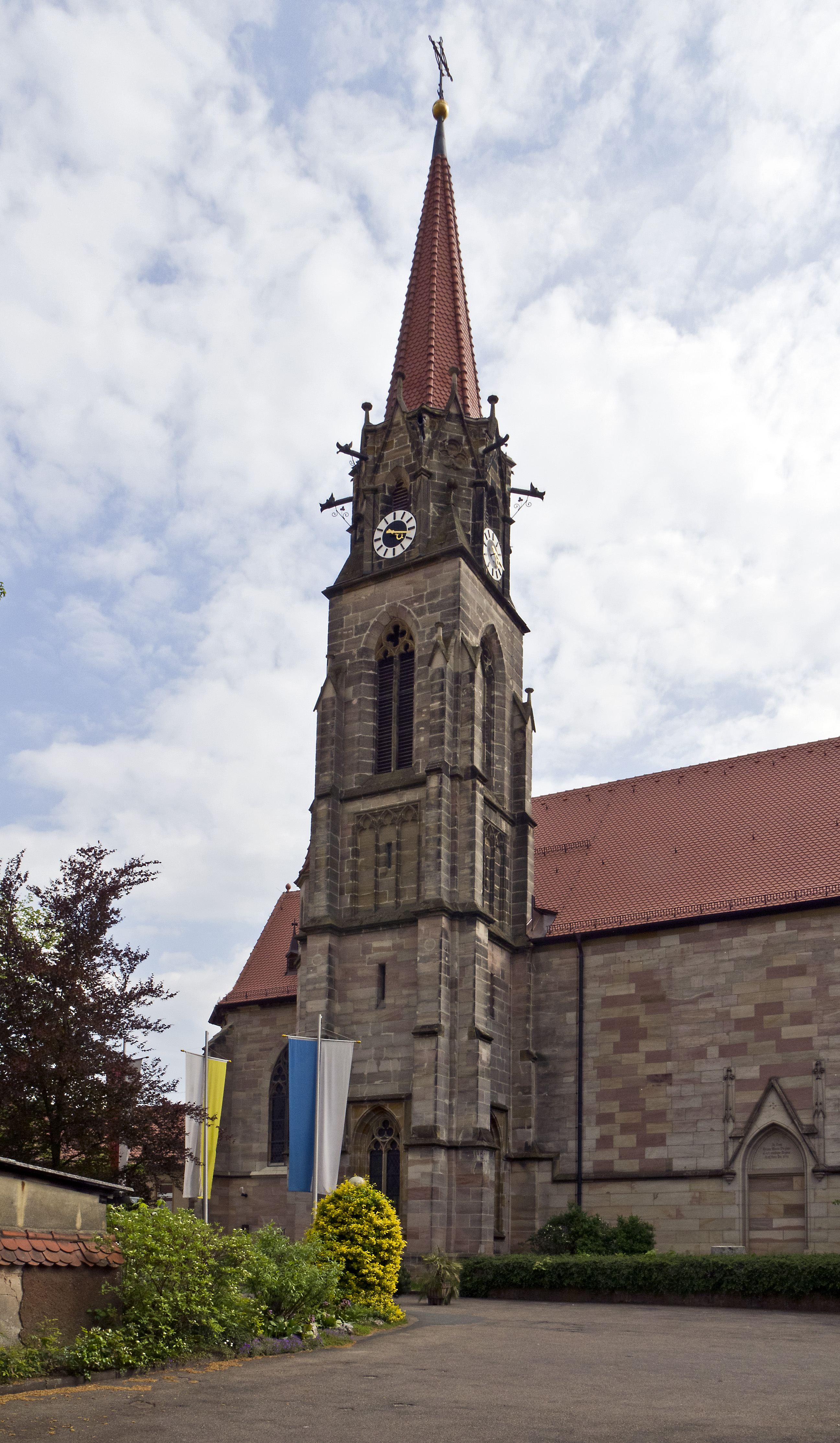
Außenansicht

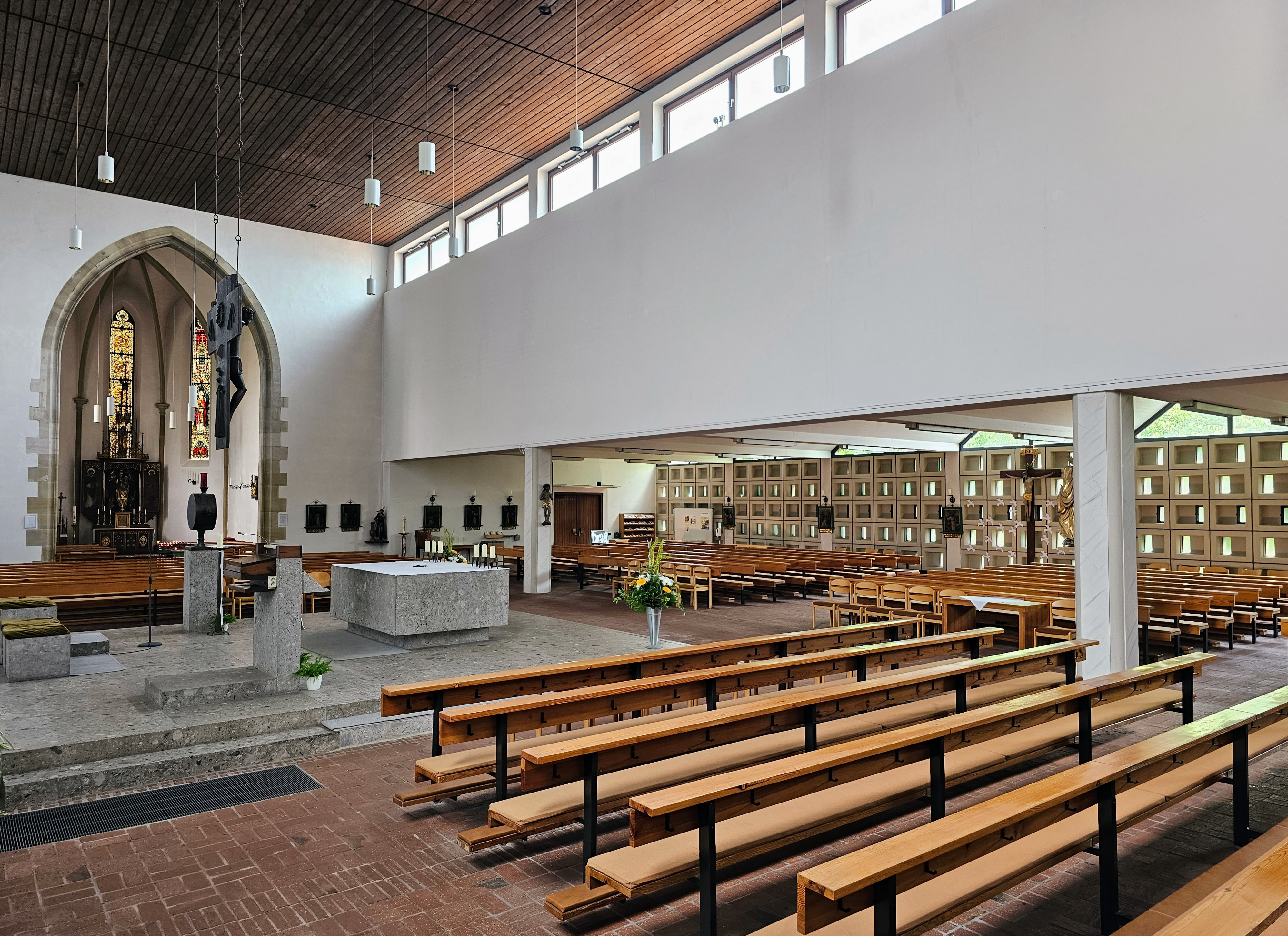
Innenraum (2023)

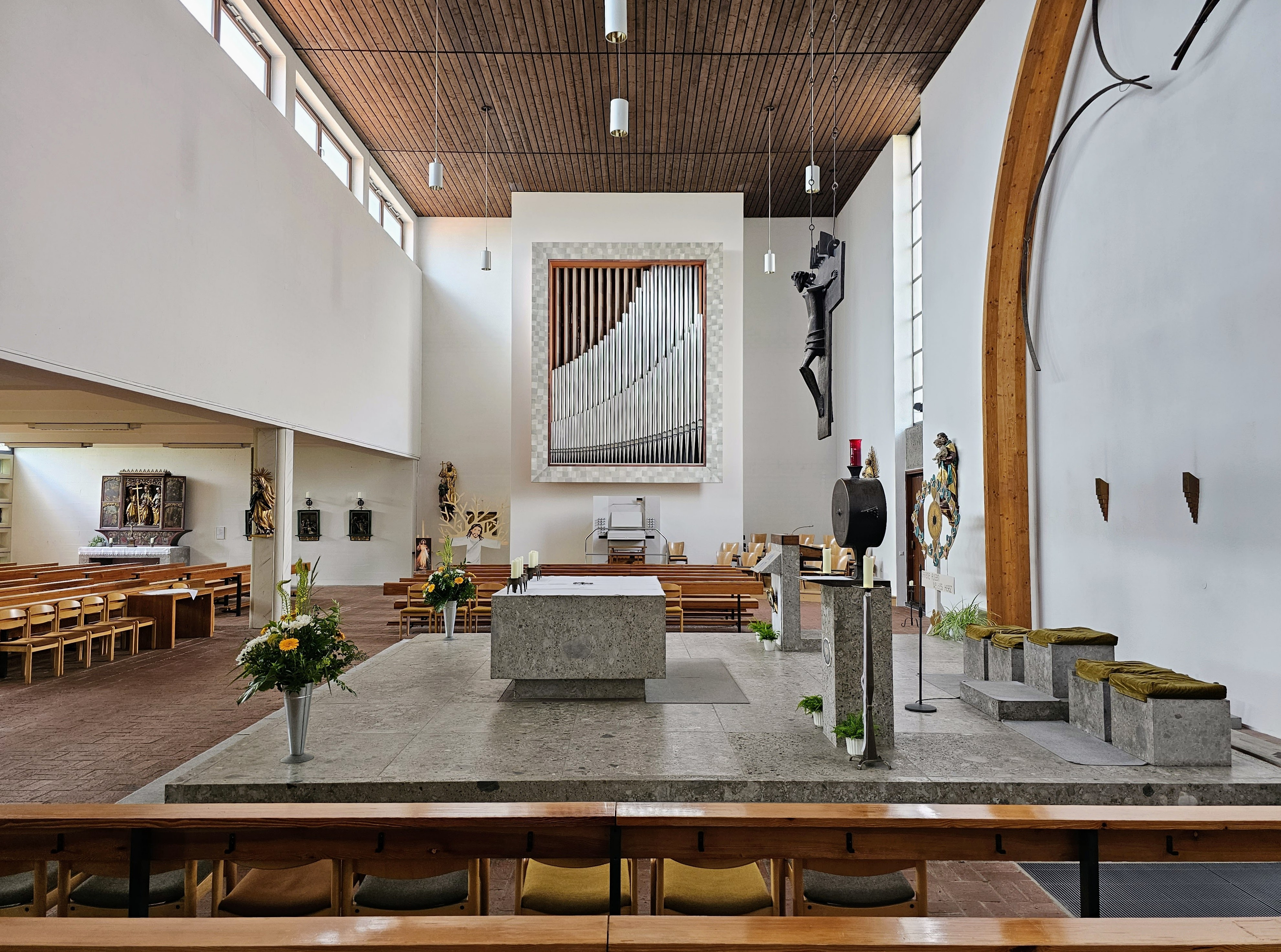
Innenraum, Blick zur Orgel

Die katholische Pfarrkirche Maria Aufnahme in den Himmel ist die Pfarrkirche der Pfarrei Roth. Sie ist der Aufnahme Mariens in den Himmel geweiht.

## Geschichte
1877 wurde Roth als Expositur von Schwabach abgetrennt. 1891 wurde mit der Planung für die Kirche begonnen. Am 13. November 1898 wurde die Kirche geweiht. Die Pfarrei Roth wurde 1910 gegründet. 1937 wurden Büchenbach und Georgensgmünd abgetrennt und zu eigenen Pfarreien erhoben.
Am 4. Dezember 1966 wurde der Erweiterungsbau eingeweiht. Dieser wurde an der Westseite angebaut. Hierbei wurde in den ehemaligen Chorraum eine Empore mit einer Orgel eingebaut und darunter war der Haupteingang. Der alte neugotische Hochaltar aus dem Jahr 1913 ging dabei verloren. Ein Volksaltar aus italienischem Nagelfluh wurde an der Ostwand aufgestellt. Hierfür wurden die Fenster in der Ostwand zugemauert. Die Orientierung der Stühle erfolgte im Halbkreis zum Hauptaltar hin.
1998 wurde ein gotischer Bogen hinter dem Altar in der Kirche angebracht, um die Ausrichtung des Raums zu verdeutlichen.
2007 beschädigte Orkan Kyrill das Kirchendach und Regen drang in die Orgel ein. Hierauf wurde bis 2012 im alten Chorraum der Marienaltar für Werktagsmessen aufgestellt und die Empore und der Eingang darunter entfernt. Die Orgel wurde an der gegenüberliegenden Nordwand der Kirche aufgestellt.

## Altäre
Der Hauptaltar besteht aus italienischem Nagelfluh. Darüber schwebt ein großes Bronzekreuz. Dahinter ist rechts ein Tabernakel und links der Ambo. An der Wand sind Figuren des heiligen Willibalds und der heiligen Walburga, die etwa aus dem Jahr 1700 stammen.

### Marienaltar und Kreuzaltar
1875 kaufte die Pfarrei Roth zwei gotische Altäre (um 1500) aus Rednitzhembach. Diese wurden nach dem Bau der Kirche als Seitenaltäre aufgestellt.
Der Marienaltar zeigt innen St. Lorenz und St. Sebald und außen Mariä Verkündigung. In der Mitte ist eine Marienfigur und darüber eine Anna selbdritt. 2010 wurde der Altar in den ehemaligen Chorraum gestellt, um ihn für Werktagsmessen zu verwenden. Hierfür erhielt er den Tabernakel vom Kreuzaltar.
Der Kreuzaltar zeigt außen St. Helena und St. Maria Magdalena, innen Kaiser Konstantin, die Kreuzprobe, Übergabe der Stadtschlüssel an Kaiser Konstantin und die Kreuztragung des Herakleios. Die Figuren in der Mitte stellen Barbara, Helena und Elisabeth dar. Er steht links neben der Orgel.

## Glocken
Die Gießerei Gebrüder Klaus aus Heidingsfeld goss vier Glocken mit den Schlagtönen e′, fis′, gis′ und h′. 1917 wurde bis auf die kleinste Glocke alle Glocken eingeschmolzen.
Am 11. März 1924 wurden das heutige Geläut beim Bochumer Verein in Auftrag gegeben und am 16. August 1924 im Glockenstuhl montiert.
| Glocke | Name               | Schlagton | Gewicht  | Glockengießer   | Gussjahr |
| ------ | ------------------ | --------- | -------- | --------------- | -------- |
| 1      | Marienglocke       | d′        | 1410 kg  | Bochumer Verein | 1924     |
| 2      | Von-Reisach-Glocke | f′        | 1023 kg  | Bochumer Verein | 1924     |
| 3      | Willibaldglocke    | as′       | 586,5 kg | Bochumer Verein | 1924     |
| 4      | Walburgaglocke     | b′        | 475,5 kg | Bochumer Verein | 1924     |

## Orgel

### Alte Orgel
Die vormalige Orgel stammte von Leopold Nenninger einen Orgelbauer aus München. Sie hatte 23 Register auf zwei Manualen und Pedal.
Beim Sturm Kyrill 2007 wurde das Instrument durch eindringendes Wasser zerstört.
| I Hauptwerk C– |       |
| Bourdon        | 16′   |
| Prinzipal      | 8′    |
| Zartflöte      | 8′    |
| Gamba          | 8′    |
| Oktav          | 4′    |
| Rohrflöte      | 4′    |
| Mixtur         | 2 ⁄3′ |
| Trompete       | 8′    |

| II Schwellwerk C– |       |
| Soloflöte         | 8′    |
| Liebl. gedeckt    | 8′    |
| Salicional        | 8′    |
| Vox coelestis     | 8′    |
| Prinzipal         | 4′    |
| Sesquialtera      | 2 ⁄3′ |
| Nachthorn         | 2′    |
| Scharf            | 1 ⁄3′ |
| Horn              | 8′    |
| unbenannt         |       |

| Pedal C–   |     |
| Zartbass   | 16′ |
| Contrabass | 16′ |
| Oktavbass  | 8′  |
| Flötbass   | 4′  |
| Posaune    | 16′ |

- Koppeln: II/I, Superoktavkoppel II/I, I/P, II/P

### Neue Orgel

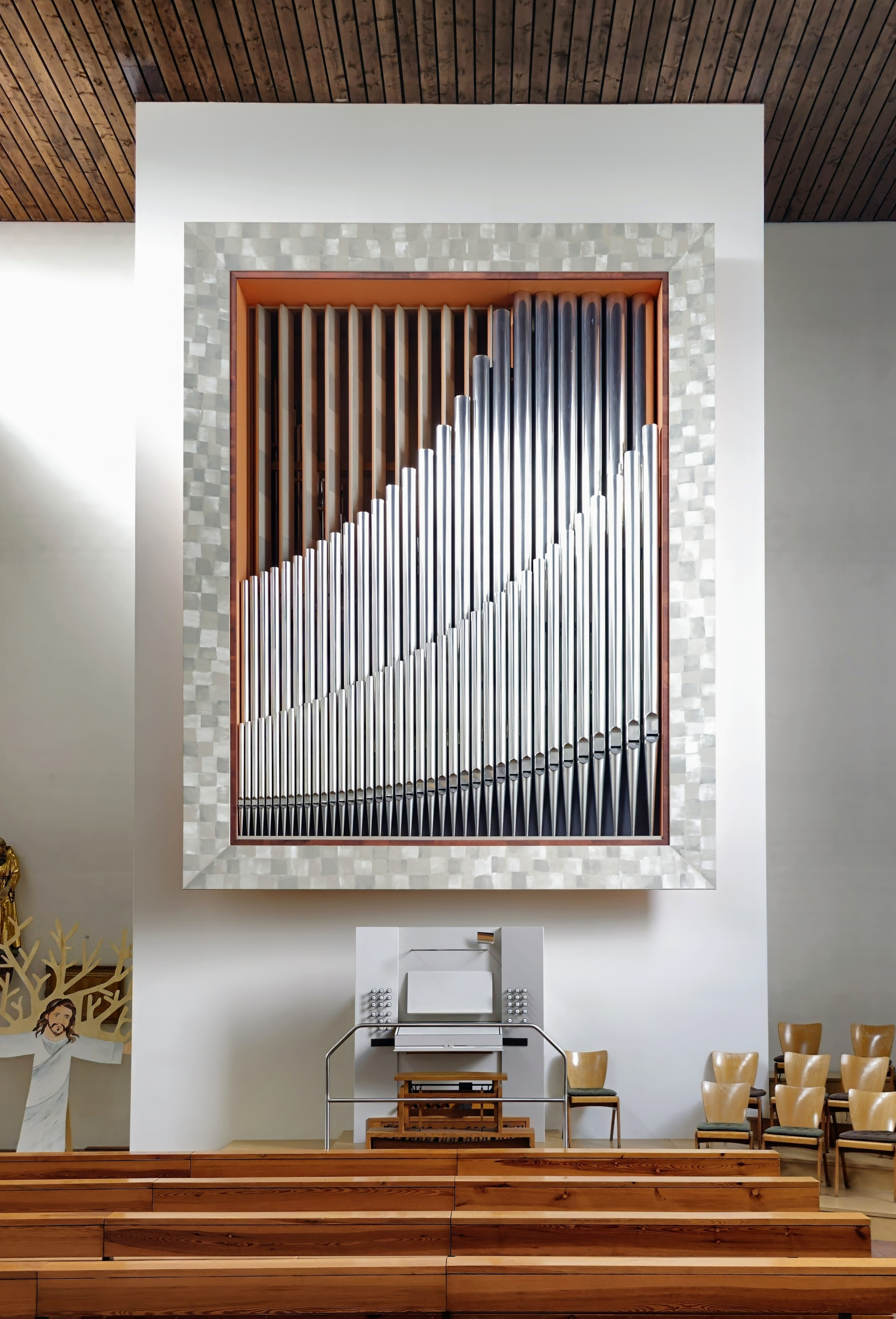
Winterhalter-Orgel von 2012

2009 wurde der Kauf einer Winterhalter-Orgel beschlossen. Am 15. Juli 2012 weihte Weihbischof Manfred Melzer die Orgel.
Die Orgel hat zwei Manuale und Pedal, 24 klingende Register und vier Transmissionen.
| I Hauptwerk C–a3 |             |       |
| 1.               | Bourdon     | 16′   |
| 2.               | Principal   | 8′    |
| 3.               | Holzflöte   | 8′    |
| 4.               | Gemshorn    | 8′    |
| 5.               | Octave      | 4′    |
| 6.               | Rohrflöte   | 4′    |
| 7.               | Superoktave | 2′    |
| 8.               | Mixtur V    | 1 ⁄3′ |
| 9.               | Trompete    | 8′    |

| II Schwellwerk C–a3 |                      |        |
| 10.                 | Geigenprincipal      | 8′     |
| 11.                 | Doppelgedeckt        | 8′     |
| 12.                 | Viola di Gamba       | 8′     |
| 13.                 | Vox coelestis        | 8′     |
| 14.                 | Traversflöte         | 4′     |
| 15.                 | Fugara               | 4′     |
| 16.                 | Quinte               | 2 ⁄3′  |
| 17.                 | Flageolet            | 2′     |
| 18.                 | Terz                 | 1 3⁄5′ |
| 19.                 | Sifflöte             | 1 ⁄3′  |
| 20.                 | Trompette harmonique | 8′     |
| 21.                 | Oboe                 | 8′     |
|                     | Tremulant            |        |

| Pedal C–f1 |                                     |     |
| 22.        | Principalbass                       | 16′ |
|            | Subbass (Transmission aus Nr. 1)    | 16′ |
| 23.        | Octavbass                           | 8′  |
|            | Bassflöte (Transmission aus Nr. 4)  | 8′  |
|            | Bassoctave (Transmission aus Nr. 5) | 4′  |
| 24.        | Posaune                             | 16′ |
|            | Trompete (Transmission aus Nr. 9)   | 8′  |

- Koppeln: II/I, Sub II/I, I/P, II/P, Super II/P
- Expression